# Premier arrondissement électoral du Nord (Dunkerque) de 1821 à 1830
Le 1er arrondissement électoral du Nord était l'une des 8 circonscriptions législatives françaises que comptait le département du Nord pendant la Seconde Restauration.

## Description géographique et démographique
Le 1er arrondissement électoral du Nord était situé à la périphérie de l'agglomération Dunkerquoise. Située entre la Belgique et le Pas-de-Calais, la circonscription est centrée autour de la ville de Dunkerque. 
Elle regroupait les divisions administratives suivantes :  Cantons de Bourbourg ; Bergues ; Dunkerque-Est ; Dunkerque-Ouest ; Gravelines ; d'Hondschoote et de Wormhout.

## Historique des députations
| Législature    | Début de mandat  | Fin de mandat    | Député élu        | Parti politique        | Observations                                             |
| -------------- | ---------------- | ---------------- | ----------------- | ---------------------- | -------------------------------------------------------- |
| 2e législature | 13 novembre 1822 | 24 décembre 1823 | Jean Coffyn-Spyns | Majorité ministérielle |                                                          |
| 3e législature | 25 février 1824  | 5 novembre 1827  | Jean Coffyn-Spyns | Majorité ministérielle |                                                          |
| 4e législature | 17 novembre 1827 | 31 mai 1830      | Benjamin Morel    | Majorité ministérielle | La chambre élue sera dissoute par le Roi le 16 mai 1830. |